# Glory by Honor XV
Glory By Honor XV est une manifestation de catch produite par la Ring of Honor (ROH), qui fut disponible uniquement en ligne, ainsi que sur le câble et satellite. Le PPV s'est déroulé les 14 et 15 octobre 2016 au Frontier Fieldhouse à Chicago Ridge, dans l'Illinois et au Ford Community & Performing Arts Center à Dearborn, Michigan. Ce fut le 15e Glory By Honor de l'histoire de la ROH.

## Contexte
Les spectacles de la Ring of Honor en paiement à la séance sont constitués de matchs aux résultats prédéterminés par les scénaristes de la ROH. Ces rencontres sont justifiées par des storylines - une rivalité avec un catcheur, la plupart du temps - ou par des qualifications survenues au cours de shows précédant l'évènement. Tous les catcheurs possèdent un gimmick, c'est-à-dire qu'ils incarnent un personnage face (gentil) ou heel (méchant), qui évolue au fil des rencontres. Un pay-per-view comme Glory by Honor est donc un événement tournant pour les différentes storylines en cours.

## Résultats

### Première soirée
| # | Matchs, | Stipulation                                               | Durée |
| --- | --- | --------------------------------------------------------- | ----- |
| Dark (WOH) | Kelly Klein (avec B.J. Whitmer) bat Thunderkitty                                                                                              | Match simple                                              |       |
| 1 | Cheeseburger (en) & Will Ferrara (en) battent The Tempura Boyz (Sho Tanaka & Yohei Komatsu)                                                   | Match par équipe                                          |       |
| 2 | Donovan Dijak (avec Prince Nana) bat Beer City Bruiser (avec Silas Young) et Punishment Martinez (avec B.J. Whitmer)                          | Three Way match                                           |       |
| 3 | Kamaitachi bat Ángel de Oro, ACH et Nick Jackson(avec Matt Jackson)                                                                           | Four Corners Survival match                               |       |
| 4 | Jay Briscoe bat Dalton Castle (avec The Boys)                                                                                                 | Match simple                                              |       |
| 5 | Motor City Machine Guns (Alex Shelley et Chris Sabin) et Jay White (en) battent The Cabinet (en) (Rhett Titus, Kenny King et Caprice Coleman) | Six-Man Tag Team match                                    |       |
| 6 | Colt Cabana bat Mark Briscoe | Match simple                                              |       |
| 7 | Jay Lethal bat Matt Jackson (avec Nick Jackson)                                                                                               | Match simple                                              |       |
| 8 | The Addiction (Christopher Daniels et Frankie Kazarian) battent The Young Bucks (Matt Jackson et Nick Jackson) (c) par discalification        | Match par équipe pour les ROH World Tag Team Championship |       |
| 9 | reDRagon (Kyle O'Reilly et Bobby Fish) battent Bullet Club (Hangman Page et Adam Cole)                                                        | Match par équipe                                          |       |
| (c) désigne le(s) champion(s) défendant son titre dans le match. (WOH) désigne que le combat est diffusé sur l'émission Women of Honor | |                                                           |       |

### Deuxième soirée
| #                                                                | Matchs | Stipulation                                               | Durée |
| ---------------------------------------------------------------- | --- | --------------------------------------------------------- | ----- |
| Dark                                                             | Cheeseburger (en) & Will Ferrara (en) battent CB Suave et Ken Phoenix | Match par équipe                                          |       |
| 1                                                                | Jay White (en) bat Donovan Dijak(avec Prince Nana (en)) | Match simple                                              |       |
| 2                                                                | The All-Night Express (en) (Rhett Titus et Kenny King) (avec Caprice Coleman) battent The Tempura Boyz (Sho Tanaka et Yohei Komatsu) | Match par équipe                                          |       |
| 3                                                                | Kamaitachi bat Ángel de Oro | Match simple                                              |       |
| 4                                                                | Motor City Machine Guns (Alex Shelley et Chris Sabin) battent Silas Young et Beer City Bruiser | Match par équipe                                          |       |
| 5                                                                | B.J. Whitmer et Punishment Martinez battent Blake Acumen et Jim Beardsley | Match par équipe                                          |       |
| 6                                                                | Hangman Page bat ACH | Match simple                                              |       |
| 7                                                                | Jay Lethal bat Frankie Kazarian (avec Christopher Daniels) | Match simple                                              |       |
| 8                                                                | Team ROH Champions (Adam Cole, Bobby Fish et The Young Bucks (Matt Jackson et Nick Jackson)) contre Team ROH All-Stars (The Briscoe Brothers (Jay Briscoe et Mark Briscoe), Colt Cabana et Dalton Castle) (avec The Boys) se termine en No-Contest | Eight-Man Elimination Tag Team match                      |       |
| 9                                                                | The Young Bucks (Matt Jackson et Nick Jackson) (c) battent Colt Cabana et Dalton Castle (avec The Boys) | Match par équipe pour les ROH World Tag Team Championship |       |
| (c) désigne le(s) champion(s) défendant son titre dans le match. | |                                                           |       |